# Strings (Kurzfilm)
Strings, französischer Titel Cordes, ist ein kanadischer animierter Kurzfilm von Wendy Tilby aus dem Jahr 1991.

## Handlung
Eine Frau und ein Mann benutzen zusammen den Fahrstuhl. Während der Mann im zweiten Stock aussteigt, fährt die Frau bis in den dritten Stock. Die Wohnungen der beiden liegen genau übereinander. Die Frau hat einen vierten Schornstein für ihr Modellschiff der Titanic gekauft und klebt ihn an. Anschließend nimmt sie ein Vollbad. Der Mann bereitet das Abendessen vor und empfängt kurze Zeit später einige Musiker mit ihren Streichinstrumenten. Gemeinsam musizieren sie.
Plötzlich bemerkt der Mann, dass Wasser durch die Decke tropft. Die Rohre im Badezimmer der Frau sind undicht und so begibt er sich einen Stock höher und beginnt, die Rohre zu reparieren. Unterdessen fällt in seiner Wohnung der Kronleuchter von der Decke.
Mann und Frau trennen sich wieder. Der Mann hat in ihrem Bad bei der Arbeit einen Manschettenknopf verloren, den die Frau aufhebt und in einen ihrer Schuhe legt. Die Musiker fahren nach Hause, der Mann spielt nun allein auf seinem Instrument und die Frau lässt sich erneut ein Vollbad ein.

## Produktion
Strings wurde durch Farbe auf Glas sowie Stop-Action-Animation realisiert. Es war der erste Film, den Tilby für das NFB schuf.

## Auszeichnungen
Strings gewann 1992 den Genie in der Kategorie „Bester animierter Kurzfilm“. Auf dem Ottawa International Animation Festival wurde Tilby für den besten kanadischen Film ausgezeichnet und erhielt zudem den Craft Prize für die beste Verwendung von Musik in einem Film.
Strings wurde 1992 für einen Oscar in der Kategorie „Bester animierter Kurzfilm“ nominiert, konnte sich jedoch nicht gegen Manipulation durchsetzen.